# Суперкубок Словаччини з футболу 1998
Суперкубок Словаччини з футболу 1998 — 5-й розіграш турніру. Матч відбувся між чемпіоном Словаччини Кошице та володарем кубка Словаччини клубом Спартак (Трнава). 
| Володар Суперкубка Словаччини 1998 |
| ---------------------------------- |
|                                    |
| Спартак (Трнава) Перший титул      |

## Матч

### Деталі
|  |

| Спартак (Трнава) | 3:1 | Кошице |
| ---------------- | --- | ------ |
|                  |     |        |

| Штадіон под Зобором, Нітра |